# IC 2496
IC 2496 — галактика типу Sbc (компактна витягнута спіральна галактика) у сузір'ї Малий Лев.
Цей об'єкт міститься в оригінальній редакції індексного каталогу.